# Monkpa
Monkpa ist eine Stadt und ein Arrondissement im Departement Collines im westafrikanischen Staat Benin. Es ist eine Verwaltungseinheit, die der Gerichtsbarkeit der Kommune Savalou untersteht. Die Stadt Monkpa liegt nördlich der Fernstraße RNIE3/RNIE5 und östlich von Savalou, wohin eine direkte Straßenverbindung besteht. Der schnellste Anschluss an die Fernstraße besteht südöstlich in Logozohe.

## Demografie und Verwaltung
Gemäß der Volkszählung 2013 des beninischen Statistikamtes INSAE hatte das Arrondissement 3270 Einwohner, davon waren 1510 männlich und 1760 weiblich.
Von den 111 Dörfern und Quartieren der Kommune Savalou entfallen fünf auf Monkpa:
1. Agah
2. Anigbé
3. Dodomey
4. Walla
5. Zongo